# Pułankowice (przystanek kolejowy)
Pułankowice – przystanek kolejowy w Pułankowicach w powiecie kraśnickim, w województwie lubelskim.

## Ruch pasażerski
| Rok  | Wymiana pasażerska na dobę |
| ---- | -------------------------- |
| 2017 | 20-49                      |
| 2022 | 20-49                      |

Podczas remontu i elektryfikacji linii kolejowej nr 68 na odcinku Lublin – Kraśnik pomiędzy marcem a wrześniem 2018 roku wyremontowano peron przystanku.